# Tri Dritare dhe një Varje
Tri Dritare dhe një Varje es una película dramática kosovar de 2014 dirigida por Isa Qosja. Fue seleccionada como la entrada de Kosovo a la Mejor Película en Lengua Extranjera en la 87.ª edición de los Premios Óscar, pero no fue nominada. Era la primera vez que Kosovo presentaba una película en esta categoría.

## Sinopsis
En un pueblo tradicional donde la vida se está reconstruyendo gradualmente, la maestra de escuela Lushe es impulsada por su conciencia a dar una entrevista a un periodista internacional. Durante la entrevista, Lushe admite que ella y otras tres mujeres del pueblo fueron violadas por soldados serbios. Cuando los hombres del pueblo se enteran de que fue Lushe quien habló con la periodista, inician una campaña de odio contra ella y su pequeño.

## Reparto
- Irena Cahani como Lushe
- Luan Jaha como Uka
- Donat Qosja como Sokol
- Xhevat Qorraj como Alush
- Leonora Mehmetaj como Nifa

## Premios
Three Windows and a Hanging ganó el Premio de la Crítica en el Festival de Cine de la Ciudad de Luxemburgo en 2015.